# Istóczy Győző
Pölöskefői Istóczy Győző (Szentkereszt, 1842. november 7. – Budapest, 1915. január 9.) magyar ügyvéd, politikus, országgyűlési képviselő, az Országos Antiszemita Párt alapítója 1883-ban.

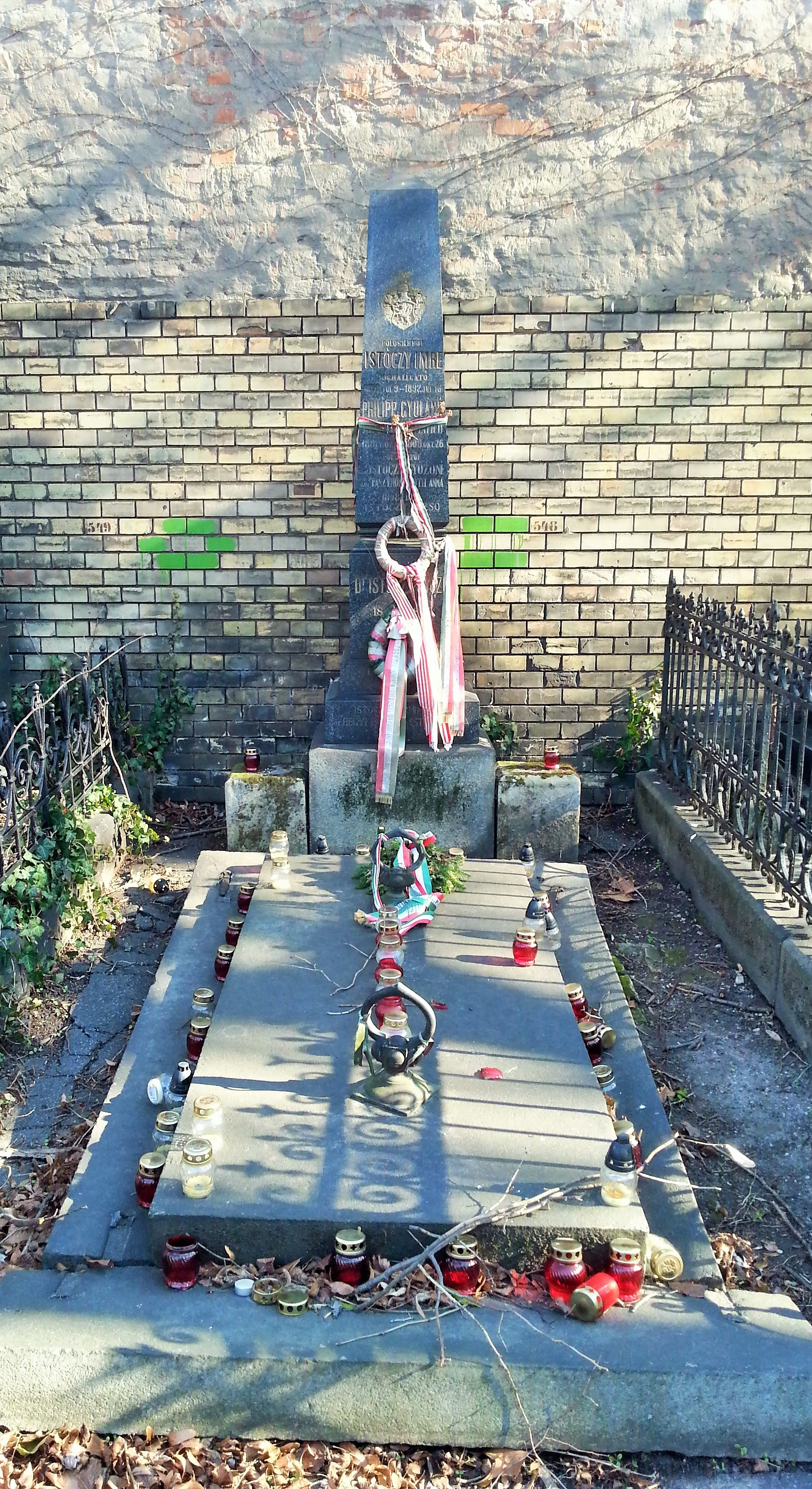
Sírja a Fiumei úti sírkertben

## Életrajza
A régi nemesi származású pölöskefői Istóczy családnak a sarja. 1842-ben született Vas vármegyében, Szentkereszten (ma Táplánszentkereszt). Apja, pölöskefői Istóczy Antal (1812–1851), Vas vármegye főügyésze, földbirtokos, anyja, egervári Egerváry Franciska (1822–1892) volt. Az apai nagyszülei Istóczy Imre, földbirtokos és Sartory Magdolna voltak. Az anyai nagyszülei egervári Egerváry Kristóf (1774–1845), földbirtokos és Ecker Róza (1793–1829) voltak. Fivére, Istóczy Sándor (1845–1925), ügyvéd, földbirtokos volt.
Tanulmányait a szombathelyi főgimnáziumban, majd a bécsi és a budapesti egyetemen végezte. Jogi diplomájának megszerzése után, 1867-ben Vas vármegye aljegyzője, 1868-ban pedig megyetörvényszéki bírója lett. 1872-ben a rumi kerületben országgyűlési képviselővé választották a Deák Párt színeiben, s mely körzetet ezután több, mint húsz éven (avagy hét cikluson) át, egészen 1892-ig képviselt. A Deák és a Balközép Párt fúziójából született, Tisza Kálmán vezette Szabadelvű Pártba is belépett. 1880-ban létrehozta a Nemzsidók Szövetségét, majd Tizenkét röpirat néven antiszemita kiadvány szerkesztésébe fogott.

Képviselősége során egyik fő politikai célja volt a tömeges galíciai zsidó bevándorlás és a zsidóság magyarországi gazdasági térnyerésének megállítása. Számos javaslatot nyújtott be a zsidók egyenjogúsításának teljes vagy részleges visszavonására, illetve változatos ötletekkel állt elő kitelepítésükre (például Palesztinába) vonatkozólag, ezzel kapcsolatos beszédét 1878-ban mondta el. Ennek hatásától felbátorítva, egy országos antiszemita gyűlés előkészítésébe fogott, melyet azonban a kormány betiltott, ami ellen 1881. március 3-án interpellációval szólalt fel a parlamentben.
„A legnagyobb önmystificátió tehát a zsidóság liberalismusában komolyan hinni. Azon kasztszerű elem, mely mindazon térről, ahova befészkelhette magát, tömör föllépésével minden idegen elemet kiszorít, kipusztít; – a mely szögletes szokásaival önmaga és a többi elemek közt áthághatlan chinai falat emel, mely szokások egyszersmind többnyire a más elemek iránt érzett mély megvetést is kifejezik [...] a mely maga részére a tolerantia legszélsőbb igényeit követelve, önmaga a képzelhető legintoleransabb elem; – s a mely a liberalismust czégül használja fel kasztjának egy gazdászati oligarchiává való tételére”
Nézeteinek agresszív propagálása miatt több pert is indítottak ellene, egy ízben pedig, 1882 júniusában előbb összeverekedett, majd párbajt vívott Wahrmann Mór szabadelvű párti képviselővel, a pesti izraelita hitközség akkori vezetőjével. Ekkoriban a Szabadelvű Párt és a parlament közismerten legharcosabban antiszemita nézeteket valló és vállaló képviselője volt.
1882. november 27-én Mikszáth Kálmán országházi tudósításában Istóczyt a kormányzó Szabadelvű Párt tagjaként említette, mint az egyedüli frakciótagot, aki pártjában az antiszemita álláspontot az országos üggyé váló tiszaeszlári üggyel kapcsolatos kérdésekben nyilvánosan is vállalta. 1882-ben a Wahrmann-afférból, majd a Szatmár megyei kérvény törvényhozási vitájából levonva a tanulságokat kilépett a Szabadelvű Pártból, egy ideig pártonkívüliként hirdette nézeteit parlamenten belül és kívül. 1883. október 6-án pedig a tiszaeszlári per hatására (az Adolf Stoecker-féle Keresztényszociális Párt mintájára) megalapította az Országos Antiszemita Pártot, mely az 1884-es választásokon 17 képviselőt delegálhatott a parlamentbe.
1885-ben pártja kettészakadt, de még így is bejutott az 1887-es választásokon az országgyűlésbe. Az Antiszemita Párt ezután rövid idő alatt végérvényesen szétesett, de az 1892-es választásokon Istóczy még így is mandátumot szerzett több egykori párttársával (pl. Ónody Géza) egyetemben. Ezt követően felhagyott az aktív politizálással, több választáson már nem indult.
Nyílt és erős antiszemitizmusa a hasonló nézeteket vallók körében az őt követő korszakokban is népszerűvé tették, s ezen körök amolyan „elődként”, illetve példakép gyanánt tekintettek és tekintenek rá.

## Munkái
- Istóczy Győző képviselőinek a képviselőház 1875. ápr. 8. tartott ülésén a zsidó-kérdésben az össz-miniszteriumhoz intézett interpellatiója s ennek indokolása (kiadta Nagy Imre, Kecskemét, 1885)
- A zsidókról. Du Mesnil marigny után ford. Budapest, 1875
- Flavius József ó-kori héber történetírónak a zsidó háborúról írt hét könyve; ford. Istóczy Győző; Buschmann Ny., Bp., 1900
- Flavius József vitairata a zsidók ősrégi voltáról; ford. Istóczy Győző; Istóczy, Bp., 1903
- Istóczy Győző országgyűlési beszédei, indítványai és törvényjavaslatai 1872–1896; szerzői, Bp., 1904
- A magyar antiszemitapárt megsemmisítése s ennek következményei; szerzői, Bp., 1906
- A magyar antiszemitapárt megsemmisítése s ennek következményei; 2. bőv. kiad.; szerzői, Bp., 1906
- A magyar nemzetet megillető hely az európai népcsaládban. Népismei és nyelvészeti tanulmány; szerzői, Bp., 1908
- Emlékiratfélék és egyebek; szerzői, Bp., 1911
- Istóczy Győző Öt országgyűlési beszéde a zsidókérdésről; Magyar Tudományos Fajvédő Egyesület, Bp., 1942
- Istóczy Győző országgyűlési beszédei és munkáiból; s.n., Sydney 1985
- Emlékiratfélék és egyebek; H. M., Sydney, 1988

Szerkesztette a Jövőnk c. közgazdasági és társadalmi hetilapot, mint laptulajdonos 1878. április 7-től augusztus 4-ig; a 12 Röpirat c. antiszemita pártközlönyt, mely havi füzetekben jelent meg Budapesten 1880. októbertől 1884-ig; 1894-től a Jogi Tanácsadót szerkesztette.